# Juan Carlos Colombo (actor)
Juan Carlos Colombo (San Juan, Argentina, 7 de novembre de 1951) és un actor argentí establert a Mèxic.

## Biografia
Va arribar a Mèxic en 1975 i va estudiar en el Centre Universitari de Teatre de la UNAM. Va debutar en cinema en 1978 amb la pel·lícula Damiana, en la televisió en 1990 amb La hora marcada i en el teatro en 1979 amb La historia de la aviación. ha treballat amb grans directors com Julio Castillo, Sabina Berman, Sergio Zurita, Luis Estrada i Carlos Carrera. El 2017 va rebre la medalla "Virginia Fábregas" de l'Asociación Nacional de Actores pels seus 25 anys de carrera artística a Mèxic.
Casat amb Patricia Eguia, és el pare de l'actor i cantant Felipe Colombo.

## Filmografia

### Televisió
- Falco (2018).
- La candidata (2016-2017) - Lic. Morales
- Yago (2016) - Jonás Guerrero
- Yo no creo en los hombres (2014-2015) - Fermín Delgado
- Como dice el dicho (2014) - Ramiro / Roberto
- Porque el amor manda (2013) - Sr. Rivadeneira (Padre de Rogelio y Fernando)
- Cachito de cielo (2012) - Ezequiel
- Esperanza del corazón (2011-2012) - Orvananos
- El encanto del águila (2011) - José Yves Limantour
- Teresa (2010-2011) - Don Armando Chávez
- Gritos de muerte y libertad (2010) - Juez Berazueta
- Locas de amor (2010) - Dr. Hevia
- Alma de hierro (2008-2009) - Rafael
- Hermanos y detectives (2009) - Palafox
- S.O.S.: Sexo y otros secretos (2008) - Lázaro
- Mujeres asesinas (2008) - José Esquivel
- Los simuladores (2008) - Luque
- Amor mío (2006-2008) - Rubén Velasco
- Sombreros (2005) - Reynold Rames
- Pablo y Andrea (2005) - Sabás
- CLAP (2003) - Jorge
- Clase 406 (2003) - Jorge Riquelme
- Tu historia de amor (2003) - Benjamín
- El juego de la vida (2001-2002) - Ignacio de la Mora
- Locura de amor (2000) - Alonso Ruelas
- Amor gitano (1999) - Martín
- Cuentos para solitarios (1999) - Jefe
- Rencor apasionado (1998) - Otto
- La antorcha encendida (1996) - Fray Vicente de Santa María
- Lazos de amor (1995) - Samuel Levy
- Si Dios me quita la vida (1995) - Pablo García
- El vuelo del águila (1994) - Melchor Ocampo
- Mujer, casos de la vida real (1994)
- Las secretas intenciones (1992) - José Manuel Curiel
- Vida robada (1991) - Ernesto
- Cadenas de amargura (1991) - Armando Gastelum
- Hora marcada (1990) - Doctor

### Pel·lícules
- Perdida (2019) - Benítez
- Lady Rancho (2019)[4]
- Cantinflas (2014)
- Tlatelolco, verano de 68 (2013) - Abuelo Flavio
- Morelos (2013) - Bisbe Antonio
- Espacio interior (2012) - Don Pedro
- Amar no es querer (2011) - Papá
- El efecto tequila (2010)
- De día y de noche (2010) - Abraham
- Hidalgo: La historia jamás contada (2010) - Bisbe
- El atentado (2010) - Ortiz Monasterio
- Somos lo que hay (2010) - Director de la funeraria
- La última y nos vamos (2009) - Germán
- Cinco días sin Nora (2008) - Dr. Alberto Nurko
- Cañitas. Presencia (2007) - Pastor Lara
- Más que a nada en el mundo (2006) - Héctor
- La última noche (2005) - Papá Fernando
- Corazón de melón (2003) - Arturo
- Zurdo (2003) - Árbitro
- Francisca (2002)
- Corazones rotos (2001) - Compadre
- Todo el poder (2000) - Lic. Luna
- Sexo por compasión (2000) - Padre Anselmo
- La ley de Herodes (1999) - Ramírez
- Un dulce olor a muerte (1999) - "La amistad"
- El cometa (1999) - El Mayor
- Cilantro y perejil (1998) - Arizmendi
- El evangelio de las maravillas (1998)
- AR-15 Comando Implacable II (1997) - Sam
- Alta tensión (1997)
- Los vuelcos del corazón (1996)
- Crímenes de pasión (1995) - René Gamboa
- Juego limpio (1995) - Francisco
- Desiertos mares (1995) - Joaquín, padre de Juan
- Espíritus (1995)
- Perfume, efecto inmediato (1994)
- Una buena forma de morir (1994)
- La reina de la noche (1994) - Araujo
- Peligro inminente (1994) - Cortez
- Mujeres infieles (1993)
- Cronos (1993)
- Miroslava (1993) - Dr. Pascual Roncal
- Fray Bartolomé de las Casas (1993)
- Playa azul (1992) - Licenciado
- Gertrudis (1992) - Pare Miguel Hidalgo
- Modelo antiguo (1992) - Fernando Rivadeneira
- Cómodas mensualidades (1992) - Domínguez
- Mujer de cabaret (1991)
- La mujer de Benjamín (1991) - Paulino
- La leyenda de una máscara (1991) - Bustos
- Crimen imposible (1990)
- Las buenas costumbres (1990) - Armando Gómez
- Justiciero callejero (1990)
- Machos y hembras (1987)
- Amor a la vuelta de la esquina (1986)
- Chido Guan, el tacos de oro (1986) - Manrique
- Damiana (1978) - Mario

### Teatre
- Después del ensayo
- Jugadores
- Tiro de gracia
- De pel·lícula
- Grande y Pequeño
- Orquesta de señoritas
- Entre Villa y una mujer desnuda
- La guía de turistas
- María Estuardo
- No te preocupes, ojos azules
- Sueños de un seductor
- La dama de negro

### Premis i nominacions
Premis Cartelera
| Any  | Categoria    | Obra               | Resultat |
| ---- | ------------ | ------------------ | -------- |
| 2017 | Millor actor | Después del ensayo | Nominat  |